# إغناثيو كاسيريس
إغناثيو كاسيريس (بالإسبانية: Ignacio Cáceres)‏ هو منافس ألعاب قوى إسباني، ولد في 18 يونيو 1976 في إسبانيا.

## وصلات خارجية
- إغناثيو كاسيريس على موقع الاتحاد الدولي لألعاب القوى (الإنجليزية)
- إغناثيو كاسيريس على موقع أوليمبيديا (الإنجليزية)